# 石亭之戰
石亭之戰发生在228年（吴黄武七年、魏太和二年），东吴鄱阳太守周魴向曹魏诈降，魏大司马曹休中计深入，向皖城接应。孙权亲至揮鞭至皖城，命陆逊迎击魏军。双方在石亭决战，陆逊居中，以朱桓、全琮为左右翼，使曹休大敗。

## 經歷
吳黃武七年、魏太和二年（228年），東吳鄱陽太守周魴引曹魏大司馬曹休領兵向皖，曹叡同時又派賈逵督前將軍滿寵、東莞太守胡質等四支軍隊由西陽直攻東關、司馬懿領兵到江陵；周魴藉由修書七次詐降曹魏，指出吳國可破，親自斷髮詐降博取曹休信任，曹休在五將山接受周魴上表，不多懷疑而中计，曹叡又命各軍與曹休會合一同進攻，以十万步骑朝向皖城接应，司马懿取江陵，贾逵取东关，以三路袭取吴国。
此時陸遜統領朱桓和全琮各督三萬人迎擊曹休，曹休見中計但自恃兵多而決心一戰。朱桓曾獻計領兵到夾石和挂居，一舉生擒曹休，繼而可以攻下壽春和佔領淮南地區，但陸遜認為不可行，沒有使用。
賈逵此時見東吳在邊境並無防備，知道曹休一定會因深入而被早已準備的吳軍擊破，賈逵於是部處諸將水陸並進，又生擒吳兵。孙权委任陆逊为大都督，與朱桓和全琮迎击曹休，雙方决战於石亭，大敗曹休，一舉擊潰魏國十萬兵馬，斬殺萬多人，萬輛牛馬車乘，軍資器械亦都全數略奪。賈逵得知曹休已敗，吳軍更到夾石截擊曹休的敗兵。賈逵於是快速行軍，並多設旗鼓作疑兵，吴军看见了远处的贾逵援军，于是迅速撤离战场，曹休得以幸免于难。

## 參戰將軍
|  | - 孫吳軍 - 陸遜 - 周魴，自曹魏詐降 - 朱桓 - 全琮 | - 曹魏軍 - 曹休 - 賈逵 - 滿寵 - 胡質 - 司馬懿 - 孫禮 - 朱靈 - 王凌 |

## 戰後

### 曹魏方面
曹休雖然得到賈逵的救援才得以撤退，但仍埋怨賈逵行軍太遲。所以叫主管人命賈逵到戰場去撿曹休遺失的使節杖。賈逵認為自己沒有過失，所以對曹休說：“我是來幫國家擔任豫州刺史的，不是來撿丟掉的使節杖的。”于是率軍回營。接著賈逵與曹休兩人互相彈劾，曹魏朝廷雖然知道賈逵沒犯錯，但也想到曹休是宗室身份，且責任重大；所以對兩人都不責難。
曹休在石亭之戰前本就看不起賈逵，後來更打算以行軍晚到之罪懲處賈逵，但賈逵始終沒有多言，當時的人因此而更認同賈逵。同時，曹休為此戰過失上書謝罪，曹叡派楊暨安撫，賜禮隆重，曹休不久发背疽而死。

### 東吳方面
陆逊回军，受到孙权极大荣宠，赠送自己的车盖给他，命左右覆盖陆逊，脱下钩络带亲自给陆逊戴上，赠给陆逊缯彩、丹漆。孙权为群僚召开酒宴，酒酣，让陆逊跳舞，又脱下所穿的白鼯子裘赠给他，并与陆逊对舞。等到陆逊回西陵，又赠给他御船。
周魴因為詐降有功而被加封为裨将军、關内侯。